# アミノ酸年代測定法
アミノ酸年代測定法（アミノさんねんだいそくていほう）とは考古学や法科学のために使われる理化学的年代測定法の一種。生物の遺骸からアミノ酸を採取し、そのラセミ化の程度で年代を測定する。

## 年代の測定
自然界でアミノ酸が作られるのは、ほとんどが生命活動によるものであり、そのほとんどがL体である。アミノ酸のL体とD体とはいわゆる立体異性体であり、両者は数千年から数万年かけて少しずつ互いに入れ替わる。そのため、骨に残ったアミノ酸のL体とD体の比率を調べれば、そのアミノ酸がいつ生成されたものかが分かる。この方法はアメリカの物理学者フィリップ・アベルソンが発案し、ジェフリー・バーダーが発展させたものである。
例えばアスパラギン酸はラセミ化の速度が速く、気温20℃であれば1万5千年でL体の半分がD体に変化する。この半減期は実測によるものではなく、放射性炭素年代測定の結果からの推定値である。炭素14の半減期は約5730年であり、アミノ酸の半減期はこれよりも長いため、約5万年が限界の放射性炭素年代測定法に代わる方法として期待された。
しかしながら、この方法には欠点も見つかっている。アミノ酸のラセミ化速度は温度の影響を強く受ける。そのため、測定する物質がさらされてきた温度が分からなければ、正確な年代を決定することができない。また、バクテリアや菌類によるアミノ酸の分解も、誤差の要因となる。この後、電子スピン共鳴を利用した年代測定法等も見つかったこともあり、アミノ酸ラセミ化年代決定法は年代決定法の主流にはなっていない。ただし、海底の珪質堆積物の10万から100万年程度の年代を決定する場合など、他に適当な測定法が無い場合には有効との報告もある。また、温度の影響を受けることを逆手にとって、古代の気温を推定する研究も進められている。

## 死亡年齢の測定
アミノ酸のL体からD体への転化は37℃付近で起こりやすく、生体内ではたびたび発生している。発生したD体のほとんどは生理作用により体外に排出される。しかし、歯のエナメル質や象牙質に取り込まれたD体は体外に排出されず、年齢と共に蓄積していく。そのため、歯に含まれるアミノ酸のD体とL体の比率を調べれば、遺骨の推定死亡年齢を知ることができる。
歯中のD体の濃度は、死亡年齢10歳であれば1%、60歳であれば3%程度である。この方法は、1000年前までに死んだ遺体であれば適用ができる。過去1000年以上になると、化学反応によるL体とD体の転化の影響が無視できなくなるため、この方法は適用できなくなる。考古学だけではなく、法医学にも使われることがある。
100℃程度の高温下でも、6時間程度であれば化学反応によるラセミ化はほとんど発生せず、誤差の要因になりにくい。歯が変色している場合にはサンプル表面だけで評価すると誤差が大きくなる場合がある。焼死体の歯であっても、コラーゲン性ではないタンパク質で評価すれば誤差は少ない。
ラセミ化の程度はアミノ酸の種類にもより、アスパラギン酸はラセミ化の速度が速い。骨は組織が常に入れ替わっているために歯の代わりに年齢特定に用いることはできない。歯以外でも、大脳白質や水晶体では年齢との相関が認められている。分析にはクロマトグラフィーを使う場合が多い。歯の完成期は歯の種類（犬歯、臼歯など）にもよるため、年齢特定には種類ごとの補正が必要である。この補正を正しく行えば、相関係数0.991という高い相関が得られるという報告もある。